# McNair (cráter)
McNair es un pequeño cráter de impacto perteneciente a la cara oculta de la Luna. Se encuentra dentro de la cuenca del cráter Apollo con sus dos murallas anulares, dentro de la parte oriental del anillo interior. Se ha fusionado parcialmente con el cráter Jarvis, y los dos comparten un borde común. Al sur de McNair aparece Borman.
|  |  |

Se trata de un impacto en forma de cuenco, con un borde exterior algo desgastado. Presenta algunos pequeños cráteres en el borde sur y un estrecho corte que atraviesa el contorno en su lado sursudoeste. El suelo interior carece de rasgos significativos.
El nombre del cráter fue aprobado por la UAI en 1988, en memoria de Ronald McNair, muerto en el siniestro del transbordador espacial Challenger acontecido el 28 de enero de 1986. El cráter anteriormente era designado como Borman A, un cráter satélite de Borman.